# 悠綃蝶屬
悠綃蝶屬（學名：Eutresis）是蛺蝶科斑蝶亞科綃蝶族中的一個屬。物種分佈於中南美洲。

## 物種
- 黃褐悠綃蝶 Eutresis hypereia
- 迪悠綃蝶 Eutresis dilucida